# Masdevallia pachysepala
Masdevallia pachysepala är en orkidéart som först beskrevs av Heinrich Gustav Reichenbach, och fick sitt nu gällande namn av Carlyle August Luer. Masdevallia pachysepala ingår i släktet Masdevallia och familjen orkidéer. Inga underarter finns listade i Catalogue of Life.